# Rijksstad Lübeck
De rijksstad Lübeck was van 1226 tot 1806 een vrije rijksstad binnen het Heilige Roomse Rijk. Nadien, van 1815 tot 1937 bestond Lübeck verder als een soeverein gebied onder de naam Vrije en Hanzestad Lübeck.

## Geschiedenis
Lübeck werd in de 8e eeuw als Liubice door Slaven gesticht, maar in 1138 platgebrand. Het werd in 1143 door Adolf II van Schauenburg en Holstein weer opgebouwd.
Na een nieuwe brand in 1157 bouwde de hertog van Saksen, Hendrik de Leeuw de stad in 1159 voor de derde keer opnieuw op.
In 1160 werd ook de bisschopszetel van Oldenburg (in Holstein) verplaatst naar Lübeck. Tijdens de opstand van Hendrik de Leeuw verscheen in 1181 het leger van keizer Frederik I Barbarossa voor de poorten van de Saksische stad Lübeck. De stad wist van de hertog gedaan te krijgen, dat hij de eed van trouw ophief. Pas daarna opende de stad de poorten voor de keizer. Sindsdien was Lübeck een keizerlijke stad. Deze zelfstandigheid werd op 11 september 1198 door een keizerlijk privilege bevestigd.
Na de dood van de keizer veroverde Hendrik de Leeuw de stad terug, maar verloor deze in 1192 aan de graaf van Holstein. nadat de stad ook nog enige tijd Deens was geweest (1202-1223). Op 14 juni 1226 vaardigde keizer Frederik II een rijksvrijheidsbrief uit, waardoor de stad een volledige autonome stadsrepubliek werd.
Door de snelle opbloei die volgde werd het de grootste handelsstad van Noord-Europa. Lübeck werd de stad, waarop vele andere steden in Noord-Europa zich oriënteerden. De stad sloot ook veel allianties met andere steden.
De voornaamste handelsartikelen waren haring, huiden, bont, stokvis, bier, edelstenen, laken, luxeartikelen, kruiden en zout.
In 1282 is er in een Engels document voor het eerst sprake van de Hanze. Lübeck staat aan het hoofd van dit verbond, de eerste Hanzedag wordt hier in 1358 gehouden. In 1329 krijgt de stad Travemünde in bezit, wat toegang tot de Oostzee garandeert. In de tweede helft van de veertiende eeuw beleefde de stad het hoogtepunt van zijn macht en rijkdom. Daarna wordt het minder: de dochtersteden gaan hun eigen weg en de invloed van de Hollanders en de Engelsen in de handel wordt groter. In een oorlog met de hertog van Saksen-Lauenburg veroveren de Hanzesteden Lübeck en Hamburg de vesting Bergedorf met de Vierlanden. Dit blijft gemeenschappelijk bezit totdat in 1867 Lübeck zijn aandeel aan de Vrije Hanzestad Hamburg verkoopt.
Bij de hervorming van het Heilige Roomse Rijk in 1500 wordt de stad bij de Neder-Saksische Kreits ingedeeld. De Reformatie wordt in 1529 ingevoerd. In 1669 vond te Lübeck de laatste Hanzedag plaats. Lübeck blijft samen met Hamburg en Bremen de traditionele titel Hanzestad voeren.
Bij de Reichsdeputationshauptschluss van 25 februari 1803 is de stad een van de zes rijkssteden die zijn zelfstandigheid behoudt. In paragraaf 27 wordt ook geregeld dat de stad voor het verlies van de dorpen van het hospitaal aan Mecklenburg schadeloos gesteld wordt door die delen van het gebied van het kapittel en het bisdom die liggen tussen de Trave, de Oostzee, het Himmelsdorfer Meer en een nader beschreven verbindingslijn. Er moet nader onderhandeld worden over de exclaves van Lübeck binnen het gebied van de hertog van Holstein-Oldenburg (dus het voormalige bisdom).

### Bezetting en annexatie door Frankrijk
Als op 6 augustus 1806 keizer Frans II de kroon neerlegt komt er een eind aan het Heilige Roomse Rijk en daardoor is de stad een soevereine staat geworden. Sindsdien wordt de titel Vrije en Hanzestad gevoerd.
Op 5 november 1806 laat de stad ondanks haar neutraliteit het verslagen Pruisische leger van Blücher binnen haar muren. De volgende dag worden die troepen door het Franse leger onder maarschalk Bernadotte aangevallen en uit de stad verdreven. De Fransen beschouwen de stad nu als oorlogsbuit en laten haar plunderen. Sindsdien blijft de stad door de Fransen bezet, waardoor de economie ineenstort.
Op 1 januari 1811 volgt uiteindelijk de inlijving bij het keizerrijk Frankrijk. De voormalige stadstaat vormt dan arrondissement in het departement Monden van de Elbe.

### Vrije en Hanzestad Lübeck
Op 5 december 1813 wordt de stad bevrijd door dezelfde Bernadotte van 1806, die inmiddels kroonprins van Zweden geworden is en tegenstander van Napoleon. Het Congres van Wenen bevestigt in 1815 de zelfstandigheid van Lübeck, dat deel gaat uitmaken van de Duitse Bond. Zie verder onder Vrije en Hanzestad Lübeck.